# Phước Nam
Phước Nam là một xã và là huyện lỵ của huyện Thuận Nam, tỉnh Ninh Thuận, Việt Nam.

## Địa lý
Xã Phước Nam nằm ở trung tâm huyện Thuận Nam và là nơi đặt trung tâm hành chính huyện, có vị trí địa lý:
- Phía đông giáp huyện Ninh Phước và xã Phước Dinh
- Phía tây giáp xã Phước Ninh và huyện Ninh Phước
- Phía nam giáp xã Phước Minh
- Phía Bắc giáp huyện Ninh Phước.

Xã có diện tích 33,85 km², dân số năm 2019 là 9.605 người, mật độ dân số đạt 284 người/km².

## Hành chính
Xã Phước Nam được chia thành 6 thôn: Văn Lâm I, Văn Lâm II, Văn Lâm III, Văn Lâm IV, Nho Lâm và Phước Lập Tam Lang.

## Lịch sử
Sau năm 1975, địa bàn xã Phước Nam hiện nay là một phần xã Phước Đại thuộc An Phước, tỉnh Thuận Hải.
Ngày 27 tháng 4 năm 1977, Hội đồng Chính phủ ban hành Quyết định 124-CP. Theo đó, giải thể huyện An Phước, địa bàn sáp nhập vào các huyện An Sơn và Ninh Hải; xã Phước Đại thuộc huyện An Sơn và được đổi tên thành xã Phước Nam (do trùng tên với xã Phước Đại thuộc huyện Ninh Sơn cũ).
Ngày 1 tháng 9 năm 1981, Hội đồng Bộ trưởng ban hành Quyết định số 45-HĐBT. Theo đó, thành lập huyện Ninh Phước trên cơ sở tách một phần diện tích và dân số của các huyện An Sơn và Ninh Hải; xã Phước Nam thuộc huyện Ninh Phước.
Ngày 14 tháng 8 năm 1998, Chính phủ ban hành Nghị định 60/1998/NĐ-CP. Theo đó, thành lập xã Phước Minh trên cơ sở điều chỉnh 6.300 ha diện tích tự nhiên và 1.470 người của xã Phước Nam; 1.750 ha diện tích tự nhiên và 1.623 người của xã Phước Diêm.
Sau khi điều chỉnh địa giới hành chính, xã Phước Nam còn lại 6.300 ha diện tích tự nhiên và 12.700 người.
Ngày 10 tháng 6 năm 2009, Chính phủ ban hành Nghị quyết số 26/NQ-CP. Theo đó:
- Thành lập xã Phước Ninh trên cơ sở điều chỉnh 2.686,69 ha diện tích tự nhiên và 4.292 người của xã Phước Nam
- Chuyển các xã Phước Nam và Phước Ninh về huyện Thuận Nam mới thành lập.

Sau khi điều chỉnh địa giới hành chính, xã Phước Nam còn lại 3.388,06 ha diện tích tự nhiên và 11.780 người.